# Killer Instinct (film, 1992)
Pour les articles homonymes, voir Killer Instinct.
Pour plus de détails, voir Fiche technique et Distribution.
Killer Instinct (Split Second) est un film britannique réalisé par Tony Maylam et Ian Sharp, sorti en 1992.

## Synopsis
En 2008, dans un Londres inondé, un détective enquête sur une série de meurtres. Peu à peu, les indices le mène sur la piste d'une entité non-humaine.

## Fiche technique
- Titre : Killer Instinct
- Titre original : Split Second
- Réalisation : Tony Maylam et Ian Sharp
- Scénario : Gary Scott Thompson
- Musique : Francis Haines et Stephen W. Parsons
- Photographie : Clive Tickner
- Montage : Dan Rae
- Production : Laura Gregory
- Société de production : Challenge Film Corporation, Entertainment et Muse Productions
- Pays :  Royaume-Uni
- Genre : Action, policier, horreur, science-fiction et thriller
- Durée : 90 minutes
- Dates de sortie : 
  -  Royaume-Uni : 5 juin 1992

## Distribution
- Rutger Hauer (V.F : Pascal Renwick) : Harley Stone
- Kim Cattrall (V.F : Marie-Martine) : Michelle McLaine
- Alastair Duncan (V.F : Daniel Lafourcade) : le détective Dick Durkin
- Michael J. Pollard (V.F : Gilles Tamiz) : « l'attrapeur de rats »
- Alun Armstrong (V.F : Michel Tureau) : Thrasher
- Pete Postlethwaite (V.F : Bernard Tixier) : Paulsen
- Ian Dury : Jay Jay
- Roberta Eaton : Robin
- Tony Steedman : Pat O'Donnell
- Steven Hartley : Foster McLaine
- Sara Stockbridge : Tiffany
- Dave Duffy : Nick le barman
- Papillon Soo : serveuse

## Accueil
Le film est connu comme un nanar et son univers présente des similitudes avec le comics Venom.